# Federacja Związków Zawodowych „Metalowcy”

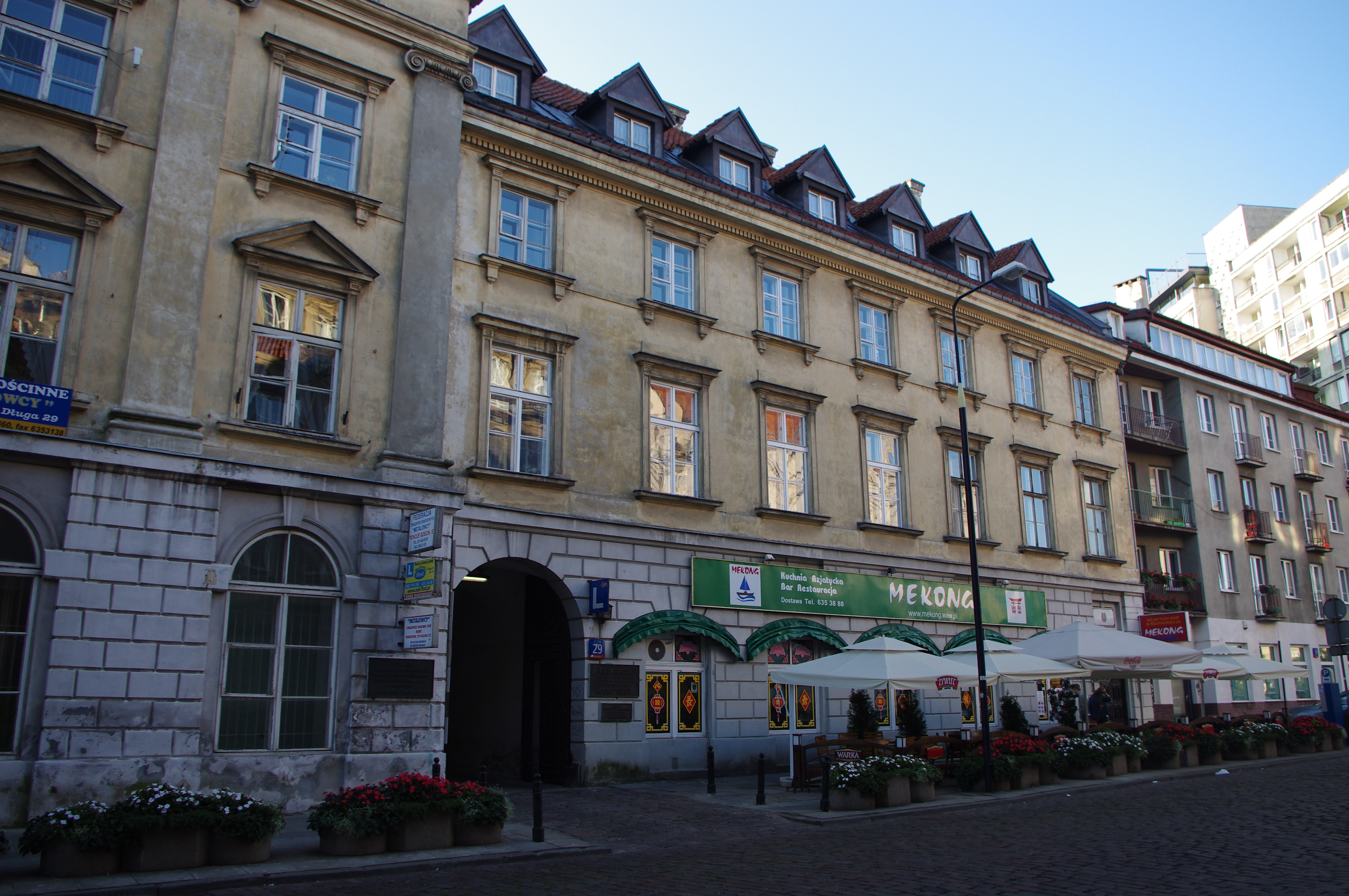
Kamienica przy ul. Długiej 29 w Warszawie – siedziba Federacji Związków Zawodowych "Metalowcy"

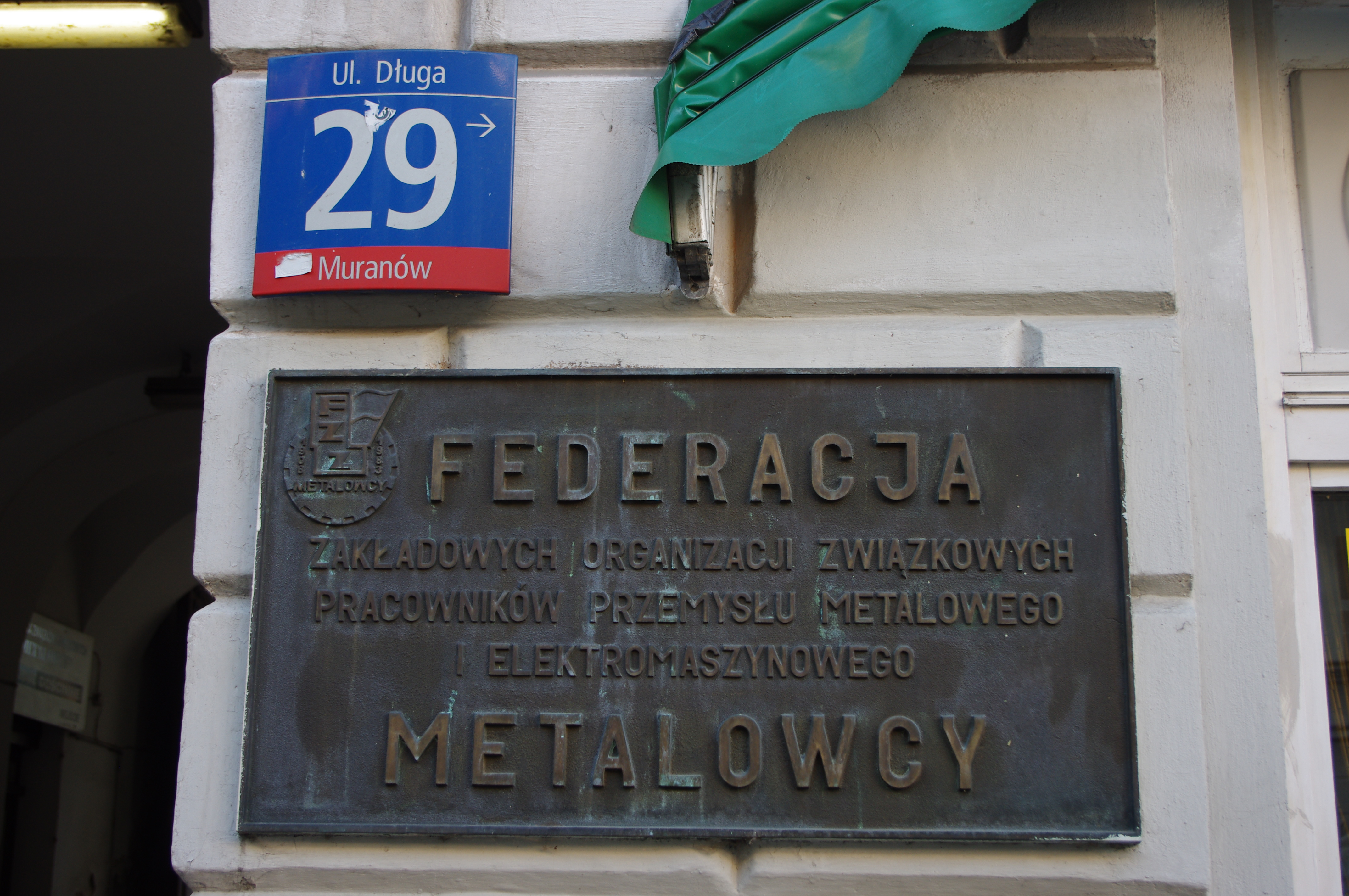
Tablica na siedzibie Federacji Związków Zawodowych "Metalowcy" przy ul. Długiej 29 w Warszawie

Federacja Związków Zawodowych "Metalowcy" (FZZ "Metalowcy") – działająca na terenie dużych zakładów przemysłu ciężkiego, wytwórczego i mechanicznego federacja związków zawodowych. 
Federacja należy do centrali związkowej Ogólnopolskiego Porozumienia Związków Zawodowych.
Przewodniczącym Federacji jest Miroslaw Grzybek.